# Trần Ngọc Trà
Trần Ngọc Trà (1906 - 1968) hay Ba Trà, là một trong những phụ nữ nổi tiếng nhất Nam Kỳ Lục tỉnh được xem là "Đệ nhất mỹ nhân Sài Gòn xưa" mà các thiếu gia lừng danh Lục tỉnh là Hắc công tử và Bạch công tử theo đuổi.
Cuộc đời và nhan sắc của Ba Trà trở thành giai thoại nổi tiếng gắn với Sài Gòn.
Tên tiếng Pháp Yvette bà tự đặt ra khi đi xem ở rạp phim, thấy cô đào Yvette Andréyor rất đẹp, nên đã lấy chữ ấy ghép vào tên mình là "Yvette Trà".

## Tiểu sử
Trần Ngọc Trà sinh năm 1906 tại Cần Đước, Long An. Thân phụ bà tên là Trần Ngọc Trí, một người đàn ông kén vợ. Sinh trong một gia đình điền chủ hạng trung, có vài chục mẫu ruộng thuộc tỉnh Chợ Lớn (Long An sau này) đã được coi là hạng khá giả. Sau nhiều lần coi vợ, ông ta mới chấm được mẹ bà, quê ở làng Phước Khánh, huyện Cần Giuộc.
Khi bà lên 5 tuổi, một biến cố xảy đến cũng vì mẹ bà là người có sắc đẹp. Chỉ nghe phong phanh rằng mẹ bà ngoại tình, cha bà tức giận thổ huyết mà mất. Bà nội bà từ Cần Đước lên tới nơi, do quá đau buồn, khóc oà rồi đột quỵ và mất luôn. Hai quan tài song song, không còn cảnh thương tâm nào bằng. Chôn cất xong, người bác trai là người đại diện cho gia đình bên nội, kêu mẹ bà đến rồi tự tay lột cái mũ mấn đội để tang xuống và nói rằng lúc lâm chung, cha bà có nói không nhìn nhận bà là con ruột của ông. Từ đó, bác đuổi mấy mẹ con ra khỏi nhà bên chồng trong lúc mẹ mang thai em bà. Mẹ bà gạt nước mắt chịu đựng, tay bồng con gái, tay ôm bọc quần áo đi bộ về nương náu bên nhà bà ngoại.
Từ khi người cha mất, mẹ đem bà về cho bà ngoại nuôi dưỡng, còn mẹ bà đi làm ăn buôn bán, lâu lâu mới về. Đến khi bà ngoại mất, bà mới về sống với mẹ và bị ép gả lấy chồng Tây năm 14 tuổi. Đến năm lên 9, bà vẫn chưa được mẹ cho đi học, trong khi những đứa trẻ khác ở lối xóm đã đi học từ lúc 6, 7 tuổi. Thấy bạn cùng trang lứa tung tăng đến trường hay mỗi khi đi học về, cười nói huyên thuyên, bà rất tủi thân. Mẹ hay trút tủi hờn mà đánh bà như trả thù. Bao nhiêu củi đòn, củi chẻ bà quất tưới lên mình Trà rớm máu, mà còn nói: "Tao đánh mày cho chết, cho tiệt nòi giống quân đoản hậu!".
Mẹ bà lên ở Sài Gòn và lấy chồng người Hoa, làm nghề buôn á phiện, trước nhà có treo một cây cờ vải, trên có hai chữ "R.O." (Régie d’Opìum) nghĩa là đại lý bán thuốc phiện. Hồi đó nghề này rất phổ thông, được người Pháp khuyến khích. Nhà người dượng ở bên khu chợ Xóm Chiếu (nay là đường Khánh Hội, quận 4). Được vài năm, mẹ con bà dọn về một hẻm nhỏ, gần chợ Bến Thành mới cất (năm 1914), đường D’Espagne (tức đường Lê Thánh Tôn, quận 1, Tp Hồ Chí Minh).

## Đời riêng tư
Năm 14 tuổi, người mẹ gả bán Trần Ngọc Trà cho một bác sĩ người Pháp, có tiền để mua thú vui xác thịt. Ông này có lòng từ tâm nên cho bà Trà đi học tiếp với tụi học trò nhỏ hơn năm, bảy tuổi. Bà đi học chung với bọn học trò còn để chỏm, học vỡ lòng A, B, C, tập viết, tập tô...
Bà chia sẻ trong hồi ký vì lẽ đó sau này lòng bà chai đá, không biết rung động yêu thương ai thật tình. Sau gần một năm chung sống với bác sĩ người Pháp, bà trở thành tự do vì ông ta mãn hạn phải về xứ. Trần Ngọc Trà tiễn ông ta ra bến tàu không chút bịn rịn, mà ông cũng không thèm cho bà một đồng bạc để ăn bánh. Rời khỏi cảnh cá chậu chim lồng, Trần Ngọc Trà trở về sống với mẹ. Khi này, bà trổ mã con gái, bà con lối xóm đều trầm trồ vì bà đã biết làm dáng.
Sau đó, Trà bưng thúng cho mẹ bán chả giò và nhiều thứ bánh trái theo trên xe lửa chạy Sài Gòn – Nha Trang. Từ đó, bà nổi danh là "cô Ba chả giò". Mỗi khi bà lén mẹ mặc chiếc áo bà ba bằng xuyến đen mà bà phải chắc mót từng xu để mua được, ai cũng trầm trồ khen ngợi. Bà kể lại buôn bán tuy cực nhưng cũng vui vì có dịp quen nhiều người, có tiền ăn bánh. Hạnh phúc tuổi thơ chỉ có bấy nhiêu mà thôi. Lúc đó bà tự biết mình đẹp. Mặt trái xoan, mũi dọc dừa, má hồng môi đỏ tự nhiên, chân mày đều đặn, lông mi dài và đen, cặp mắt ngây thơ ướt rượi. Vóc mình vừa vặn không cao không thấp, đi đứng khoan thai, có dáng con nhà trâm anh.
Năm 15 tuổi, lúc này Trần Ngọc Trà đang lo bán hàng trên tàu thì gặp công tử tên Toàn, người Tiều, nhà có cửa hàng buôn bán tạp hoá lớn tại Phan Rang, Nha Trang và một tiệm chính tại Chợ Lớn. Cha Toàn có ba người vợ, một Tàu, coi tiệm chánh tại Chợ Lớn và hai người vợ Việt coi tiệm ở tỉnh. Do đó, Toàn có dịp ra vào Nha Trang, Phan Rang, Sài Gòn thường trực. Anh là một tay công tử, ăn bận sang trọng, ăn chơi lịch lãm, dân buôn bán, anh chị đứng bến xe đều kiêng nể. Toàn say mê rồi gửi thư tình cho Trà nhưng do còn ngây thơ nên có thư ai gởi bà đều đem về cho mẹ coi không sót cái nào. Mẹ không rầy la như bà tưởng. Có lẽ bà điều tra gia đình Toàn rồi và hai tuần lễ sau cha mẹ Toàn từ Phan Rang đến nhà mẹ Trà xin cưới bà cho Toàn. Từ đó bà về làm dâu một gia đình người Tiều, ăn ở theo phong tục người Hoa. Mới vài tháng Toàn đi lại với một nữ y tá. Bà Ba Trà bắt đầu ghen nên gặp cô y tá ngoài chợ đã làm một trận gây gổ với cô ta. Không những không bênh vực vợ mà Toàn tỏ ra lạnh lùng, vô trách nhiệm. Chán ngán cảnh có chồng không thủy chung, Trà tìm cách trốn gia đình Toàn để về với mẹ.
Năm 18 tuổi, bà được giới thiệu và trở thành nhân tình được bác sĩ Trần Ngọc Án đã đứng tuổi chu cấp. Tuy nhiên, mối quan hệ nhanh chóng kết thúc do Ngọc Trà chưa quên được công tử Toàn, từ đó Ba Trà bắt đầu lao vào ăn chơi. Bà Trà cặp kè với những hạng người thuộc giới thượng gia. Đáng kể nhất là các đại điền chủ, đại công tử bậc nhất Nam Kỳ như: Lê Công Phước, con trai của quan Đốc Phủ Sứ Lê Công Sủng, công tử Trần Trinh Huy hay Lâm Kỳ Xuyên- còn gọi là công tử Bích. Lâm Kỳ Xuyên là ông chủ chi nhánh ngân hàng Đông Dương ở Cần Thơ có cha là chủ hãng rượu lớn ở miền Tây. Công tử Bích si tình Yvette Trà nên đã tặng cho bà hơn 70.000 tiền Đông Dương thời đó, tương đương hơn 1150 cây vàng thời nay.

### Nổi tiếng và các giai thoại
Vào đầu thế kỷ 20, người dân Nam Kỳ biết tiếng "cô Ba Trà" qua các mệnh danh như "Tuyệt thế giai nhân Sài Gòn", "Ngôi sao Sài Gòn", "Bà hoàng của vũ trường", "Bà hoàng sòng bài tại Sài Gòn". Học giả Vương Hồng Sển, người cũng từng si mê nhan sắc của Ba Trà, đã viết trong cuốn "Sài Gòn tả pí lù" rằng: "... những ai được quen biết hay được bà hạ cố giao thiệp đều xem đó là niềm vinh dự để chứng minh đẳng cấp… Cô Ba Trà-đệ nhất Huê khôi ở Nam kỳ, một người đẹp sắc nước hương trời từng làm say mê biết bao công tử miền Nam. Họ bao quanh bà, tranh nhau vung tiền qua cửa sổ. Bao nhiêu tiền bạc, của cải cha mẹ để lại, các công tử ấy ăn xài, bao gái không tiếc"".
Các thiếu gia, trí thức máu mặt thời Pháp thuộc như quan tòa, luật sư, bác sĩ hay cả vua cờ bạc Sài Gòn nổi tiếng thời đó là Sáu Ngọ cũng đều mê bà. Họ sẵn sàng cung phụng, yêu chiều mỹ nhân Ngọc Trà trong suốt thời gian xuân thì đẹp nhất của "hoa khôi không vương miện của miền Nam". Số tiền bà được cung cấp để ăn chơi đã nướng vào sòng bạc của các nhà giàu thời ấy, nếu quy ra vàng thì khoảng trên 10 nghìn lượng.

### Cuối đời
Theo năm tháng, nhan sắc bà qua tuổi xuân thì cũng dần nhạt phai. Những công tử, đại gia trước kia theo đuổi cũng ít dần và lảng tránh Ngọc Trà. Bà dĩ nhiên không còn tiền để cờ bạc. Năm 1966, người ta tình cờ gặp Yvette Trần Ngọc Trà đang làm công ở một tiệm trong Chợ Lớn. Ở tuổi lục tuần, bà trở nên tiều tuỵ, dù những nét thanh tú vẫn còn vương. Không có tài liệu nào nói về năm mất của bà, nhưng có thông tin bà qua đời trong nghèo khổ và cô đơn một mình ở gầm cầu thang của một chung cư tại Sài Gòn.

## Hình mẫu của một số tác phẩm nghệ thuật
- Nhân vật Đệ nhất Mỹ nhân Sài Thành - Kĩ nữ Greta Trang (hay cô Ba Trang) trong series phim truyền hình Mộng Phù Hoa là nhân vật được xây dựng dựa trên hình mẫu của Yvette Trà.
- Nhân vật Ba Trà - Đệ nhất Mỹ nhân Sài Thành do Minh Hằng thủ vai trong bộ phim Chị chị em em 2